# 자말푸르구

방글라데시 자말푸르구

자말푸르구(벵골어: জামালপুর জেলা)는 방글라데시의 구로, 마이멘싱주의 행정 구역이다. 1978년에 설립되었다.

## 지리학
자말푸르구는 2031.98km2를 차지한다. 북위 24°34'에서 25°26' 사이, 동경 89°40'에서 90°12' 사이에 위치한다. 인도 북동부의 메갈라야주와 국경을 접하고 있다. 북쪽으로는 쿠리그람구와 셰르푸르구, 남쪽으로는 탕가일구, 동쪽으로는 마이멘싱구와 셰르푸르구, 서쪽으로는 자무나강, 보그라구, 시라지간지구, 가이반다구와 접한다. 수도 다카에서 북쪽으로 140km 정도 떨어진 곳에 위치한다.
주요 강으로는 방갈리강, 올드브라마푸트라강, 바날강, 히나야나강, 하크엘강, 카이저릴강, 카라간다호가 있다.

## 역사
가장 주목할 만한 역사적 사건은 파키르-산냐시 저항 운동 (1772년~1790년), 인디고 저항 운동 (1829년), 기근 (1874년), 철도의 등장 (1899년), 그리고 1971년 독립 전쟁을 포함한다.

### 독립 전쟁
1971년 6월 21일 파키스탄 육군은 현지 라자카르와 협력하여 브라마푸트라강에 있는 자말푸르 사다르 우파질라의 샤샨 갓(화장실)에서 9명을 살해했다. 7월 31일 벵골군과 파키스탄군은 바크시간지 우파질라의 카말푸르 파키스탄 육군 기지에서 전투를 벌였고, 점령군은 큰 손실을 입었다. 이 전투에서 살라딘 뭄타즈 대위, 아하두자만, 아불 칼람 아자드를 포함한 35명의 자유투사가 사망했다. 11월 13일, 파키스탄군과 아부 타허 준장이 이끄는 벵골군 사이에 박시간지 우파니 우파질라의 카말푸르에서 전투가 벌어졌다. 타허는 중상을 입었다.
카말푸르에 있는 소규모 파키스탄 군사 기지는 반군의 21일간의 집중 공격 이후 12월 4일 함락되었다. 이 전투에서 아샨 말리크 대위 휘하의 파키스탄 병사 220명이 항복했다.
자말푸르 주둔군은 술탄 아흐메드가 지휘했으며 약 1주일간 지속되었다. 술탄은 인도 사령관 하르데프 클레르에게 펜이 아닌 스텐을 사용하라고 하면서 항복을 거부하면서 파키스탄인들 사이에서 명성을 얻었다. 이 전선은 랑푸르-보그라 전선과 함께 파키스탄군이 전쟁 중에 버티는 유일한 전선이었다. 그러나 1971년 12월 10일 다카로 철수하라는 명령을 받았다. 이 후퇴 과정에서 그들의 사령관 압둘 카디르 니아지는 적의 포로가 되었고, 방글라데시인과 인도인들의 사기를 북돋아주었다.

## 경제
자말푸르구는 쌀, 사탕수수, 황마, 담배, 겨자의 시장 중심지이다. 주요 수출품은 황마, 담배, 겨자씨, 땅콩, 가죽, 달걀, 맥동, 베틀잎, 수공예품이다. 낙시칸타(혼방)를 만드는 것은 전통적인 직업이다. 자말푸르에는 BEZA에 의해 경제 구역이 설정된다. 이 사업은 수출촉진을 위한 산업화를 위해 외국인 및 지역투자를 유치하고, 국가의 고용창출과 경제발전을 이끄는 지역의 요구사항을 충족시키는 것이 목적이다.

## 인구
| 연도     | 인구      | ±% p.a. |
| -------- | --------- | ------- |
| 1974     | 1,285,145 | —       |
| 1981     | 1,530,830 | +2.53%  |
| 1991     | 1,874,440 | +2.05%  |
| 2001     | 2,107,229 | +1.18%  |
| 2011     | 2,292,674 | +0.85%  |
| 2022     | 2,499,737 | +0.79%  |
| Sources: |           |         |

2011년 방글라데시 인구 조사에 따르면 자말푸르구의 인구는 2,292,674명이며, 이 중 남자는 1,128,724명, 여자는 1,163,950명이다. 농촌 인구는 1904,805명(83.08%)인 반면 도시 인구는 387,869명(16.92%)이었다. 자말푸르구는 7세 인구의 경우 38.4%, 남성은 41.1%, 여성은 35.9%의 식자율을 보였다.

## 같이 보기
- 방글라데시의 구
- 마이멘싱구